# Georgios Georgiadis
Georgios Georgiadis (Kavala, 8 de Março de 1982) é um ex-futebolista profissional grego.

## Carreira
Gerorgiadis defendeu a Seleção Grega de Futebol, na histórica presença na Euro 2004.